# Martin Degville

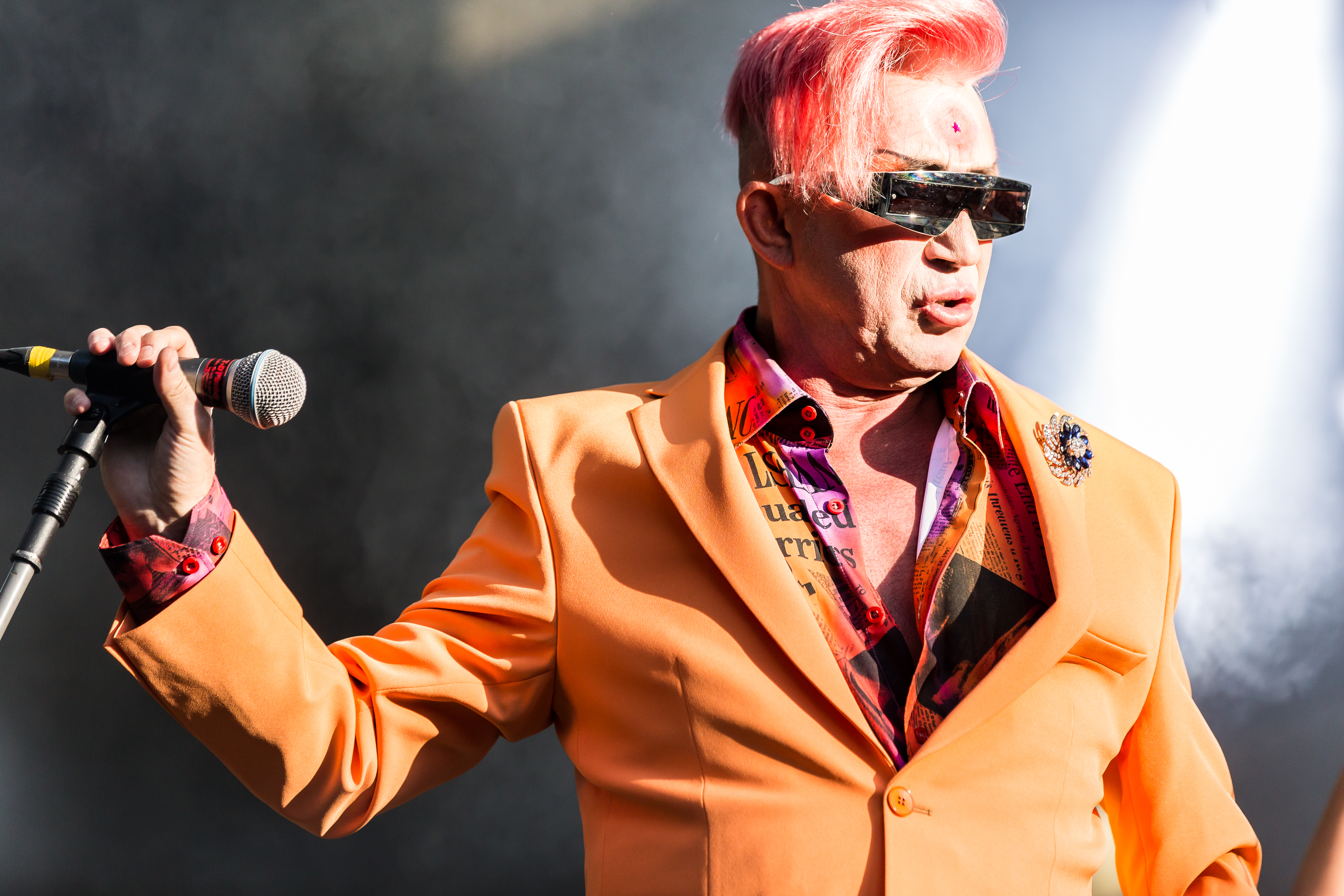
Martin Degville, 2017

Martin Degville (* 27. Januar 1961) ist ein britischer Sänger und Songschreiber.
Degville ist der Ex-Sänger der Band Sigue Sigue Sputnik. 2003 zerstritt sich Degville mit dem Gründungsvater der Band, Tony James, und verließ diese nach Veröffentlichung des 6. Sputnik-Albums; seitdem ist Degville solo unterwegs. Unter dem Namen Sputnik2 veröffentlichte er vier Alben.
Auch 1994 veröffentlichte er ein Album (unter seinem eigentlichen Namen) namens World War 4, hier blieb der Erfolg jedoch aus.
2007 äußerte er den Wunsch nach einer Versöhnung und einer Tour sowie einem neuen Album von Sigue Sigue Sputnik. Mastermind Tony James lehnte jedoch ab und verklagte Degville, da dieser auf seiner Website den Namen Sigue Sigue Sputnik verwendete und dort auch die alten Songs verkaufte.  Er arbeitet wieder unter dem Namen Martin Degville.

## Sci-Fi Super Stars
Martin Degville gab außerdem im Februar 2006 das Ende seiner Sololaufbahn bekannt, gründete jedoch die Band Sci-Fi Super Stars.

## Diskografie

### Alben
- 1994 World War 4 (Erstes Solo-Album)
- 2003 Smart 1 Mini Album, The Best of SSSPutnk
- 2004 World War 4 Remake
- 2005–2006 Experimental 1,2,3
- 2006 Experimental volume 4  Visions of Sputnik DVD

### Kooperationen
- 2008 Bettie Ford – One For The Road 7" (B-Seite: "I Fought the Law")